# Комбайн (деревня)
Комбайн — деревня в Угранском районе Смоленской области России. Входит в состав Желаньинского сельского поселения.
Население — 37 жителей (2007 год).
Расположена в юго-восточной части области в 1,5 км к северо-востоку от Угры, в 20 км южнее автодороги Р132 Вязьма — Калуга — Тула — Рязань, на берегу реки . В 1,5 км юго-западнее от деревни находится железнодорожная станция Угра на линии Торжок-Брянск.

## История
В годы Великой Отечественной войны деревня была оккупирована гитлеровскими войсками в октябре 1941 года, освобождена в марте 1943 года.